# О Бом Сок
О Бом Сок (кор. 오범석, 呉範錫, нар. 29 липня 1984, Пхохан) — південнокорейський футболіст, захисник клубу «Ханчжоу Грінтаун».
Виступав, зокрема, за «Пхохан Стілерс» та «Сувон Блювінгз», а також національну збірну Південної Кореї. Бронзовий призер Кубка Азії 2007 року.

## Клубна кар'єра
Народився 29 липня 1984 року. Вихованець футбольної школи клубу «Пхохан Стілерс». Бом Сок починав футбольну кар'єру ще будучи школярем, він виступав за команду технічного ліцею міста Пхохан. Закінчивши навчання, у 19 років він став футболістом місцевого професіонального клубу «Пхохан Стілерс», який є одним із лідерів корейської Вищої ліги — К-ліги. У 2004 році у складі «Пхохана» О стає срібним призером чемпіонату, а у 2006-му — бронзовим.

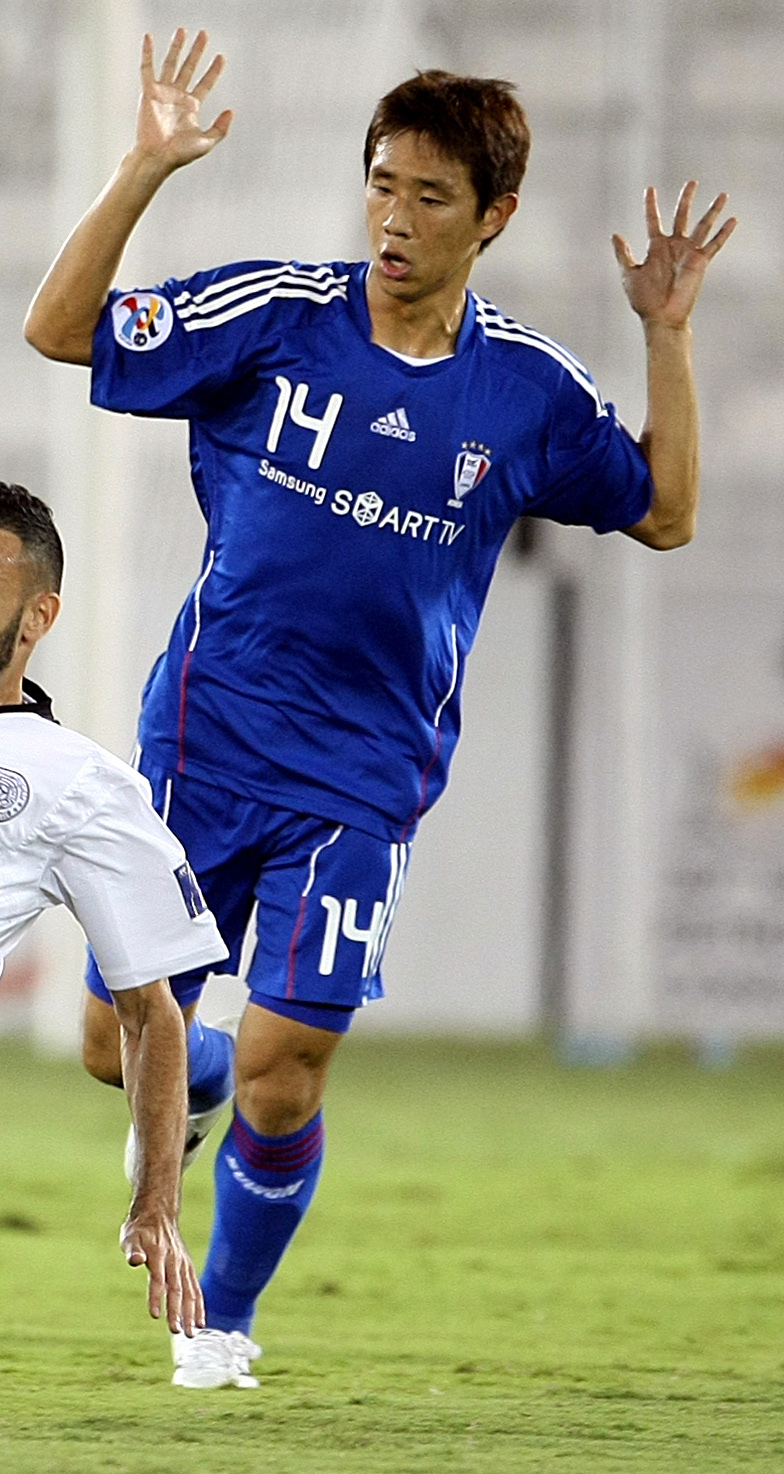
О Бом Сок під час виступів за «Сувон Блювінгз». 26 жовтня 2011 року.

2007 року захисник був на півроку відданий в оренду в клуб Джей-ліги «Йокогама», де зіграв у 10 матчах, але його команда посіла останнє 18 місце й вилетіла у другий дивізіон.
Наприкінці 2007 року його контракт із «Пхоханом» закінчився, після чого південнокореєць переїхав у самарські «Крила Рад». 14 березня 2008 року гравець дебютував у складі «Крил» у матчі 1-го туру чемпіонату Росії з командою «Терек», що завершився перемогою самарців 3:0.
Улітку 2009 року О Бом Сок покинув Росію й підписав контракт із командою К-ліги «Ульсан Хьонде», де провів півтора сезони.
Із початку 2011 до кінця 2015 року грав за «Сувон Самсунг Блювінгс», крім періоду 2013—2014 років, коли О виступав на правах оренди за «Ансан Поліс».
До складу китайського «Ханчжоу Грінтаун» приєднався на початку 2016 року. Відтоді встиг відіграти за команду з Ханчжоу 19 матчів у національному чемпіонаті.

## Виступи за збірні
Із 2001 року починається його кар'єра у збірній країни — спочатку в юнацькій команді, а потім і в молодіжній до 20 років. У складах обох збірних захисник брав участь у чемпіонатах світу. Однак до складу олімпійської збірної на Ігри в Афінах у 2004 році О Бом Сок не пройшов. Тим не менш, це не завадило йому вже через півроку після Олімпіади дебютувати у складі національної збірної Південної Кореї: це сталося в товариському матчі зі збірною Колумбії в Лос-Анджелесі 15 січня 2005 року (1:2).
У 2006 році О виступав у складі молодіжної збірної (до 23 років), стабільно займав місце в основному складі на Азійських іграх у Катарі, де Південна Корея дійшла до півфіналу. Рік потому О Бом Сок отримав тверде місце в основі першої збірної, витіснивши при цьому звідти захисника-ветерана Сон Джон Ґука, який добре проявив себе на чемпіонаті світу 2002 року. Голландський тренер збірної Кореї Тім Вербек, що продовжив на цій посаді роботу своїх співвітчизників Гуса Гіддінка й Діка Адвоката, довірив О зіграти п'ять із шести ігор на Кубку Азії 2007 року, на якому корейці посіли третє місце, у півфіналі тільки по пенальті поступившись майбутньому переможцю — команді Іраку. Фахівці відзначали універсальність О Бом Сока, який справлявся як з оборонними діями на фланзі, так і з успішною підтримкою атаки.
Згодом у складі збірної був учасником чемпіонату світу 2010 року в ПАР, де зіграв в одному матчі проти аргентинців (1:4).
Усього провів у формі головної команди країни 44 матчі, забивши 2 голи (у товариських матчах із Сенегалом (14 жовтня 2009) і Фінляндією (18 січня 2010), які закінчилися з однаковим результатом 2:0 на користь корейців).

## Досягнення
У збірній:
- Переможець Юнацького (U-19) кубка Азії: 2002
- Учасник молодіжного чемпіонату світу:и2003
- 4-е місце на Азійських іграх: 2006
- 3-е місце на Кубку Азії 2007

У клубах:
- 2-е місце у чемпіонаті Кореї: 2004
- 3-е місце в чемпіонаті Кореї: 2006